# Yvonne Pajonkowski
Yvonne Pajonkowski (* 17. März 1983 in Cloppenburg, Niedersachsen) ist eine deutsche Schauspielerin.

## Leben und Karriere
Yvonne Pajonkowski wurde als erstes von vier Kindern in Cloppenburg (Niedersachsen) geboren. Als sie  drei Jahre alt war, zog die Familie nach Oberammergau (Oberbayern). Nach ihrer Schulausbildung ging sie 2003 nach Dublin. Dort kam sie zum ersten Mal mit dem Schauspiel in Berührung, als sie einen Workshop für Schauspiel in Dublin/Howth besuchte.
2006 begann sie auch in Deutschland auf der Internationalen Schule für Schauspiel und Acting (ISSA) in München eine Schauspielausbildung, die sie 2009 mit einem Diplom abschloss. Sie absolvierte  2009 außerdem eine weiterführende Ausbildung auf der Gaiety School of Acting.
Yvonne Pajonkowski hatte 2008 während ihrer Schauspielausbildung eine Rolle im Tatort: Gesang der toten Dinge als Arzthelferin „Bienchen“. Im selben Jahr spielte sie eine Pilgerin in der Fernsehserie Ihr Auftrag, Pater Castell und in dem Kinospielfilm Filmriss an der Seite von Thomas Harbort.
Nach einigen Rollen in Kurzfilmen wirkte  sie  als mittelalterliche Schönheit bei der Produktion von Die Drei Musketiere aus dem Jahr 2011 des Regisseurs Paul W. S. Anderson mit. Der Kurzfilm Der letzte Regen aus dem Jahr 2012 hatte am 10. August im Grauman’s Chinese Theatre am Hollywood Boulevard seine Weltpremiere. Der Kurzfilm wurde für das HollyShorts Film Festival 2012 nominiert.
Neben Schauspielrollen in Kinofilmen und Serien spielt Pajonkowski auch Theater. So hatte sie bereits diverse Theaterengagements, darunter 2009 in dem Stück Die 12 Geschworenen auf der Bühne der ISSA. Bei dem Stück Kräfte spielte sie 2011 im Theater Blaue Maus und 2012 in der Pasinger Fabrik unter der Regie von Chiara Nassauer mit.
Yvonne Pajonkowskis derzeitiger Wohnort ist Berlin.

## Filmografie (Auswahl)
- 2008: Tatort: Gesang der toten Dinge
- 2008: Ihr Auftrag, Pater Castell (ZDF-Fernsehreihe)
- 2008: Filmriss
- 2010: Die Drei Musketiere (The Three Musketeers, Kinofilm)
- 2012: Der letzte Regen (Kurzfilm)